# Eduardo Bort
Eduardo Bort – hiszpański muzyk rockowy, jeden z pionierów progresywnego rocka w tym kraju.
Muzyką rockową zafascynował się za sprawą ojca, który słuchał nagrań The Beatles. Pod koniec lat 190. zaczął grać na gitarze w grupach Los Exciters, Los Boodgies i La Oveja Negra, które działały w jego rodzinnej Walencji. Ponieważ muzyka rockowa nie była akceptowana przez ówczesne władze Hiszpanii, zdecydował się na emigrację i jako muzyk sesyjny grał w Szwajcarii, Niemczech, Wielkiej Brytanii i Francji. Po nieudanej współpracy z paryskim zespołem Out wrócił do Hiszpanii i zaczął komponować własne utwory, a następnie założył zespół Yann. Z własnych środków Bort sfinansował nagranie albumu i pojechał do Wielkiej Brytanii, gdzie zainteresował nim wytwórnię A&R, jednak nie był w stanie przekonać pozostałych członków do przeprowadzki do Londynu. W związku z tym ostatecznie wydał album pod własnym nazwiskiem w hiszpańsko-portugalskiej wytwórni Movieplay w 1975 roku.
Albumy studyjne:
- Eduardo Bort (1975)
- Silvia (1983)